# Funcke (Adelsgeschlecht)

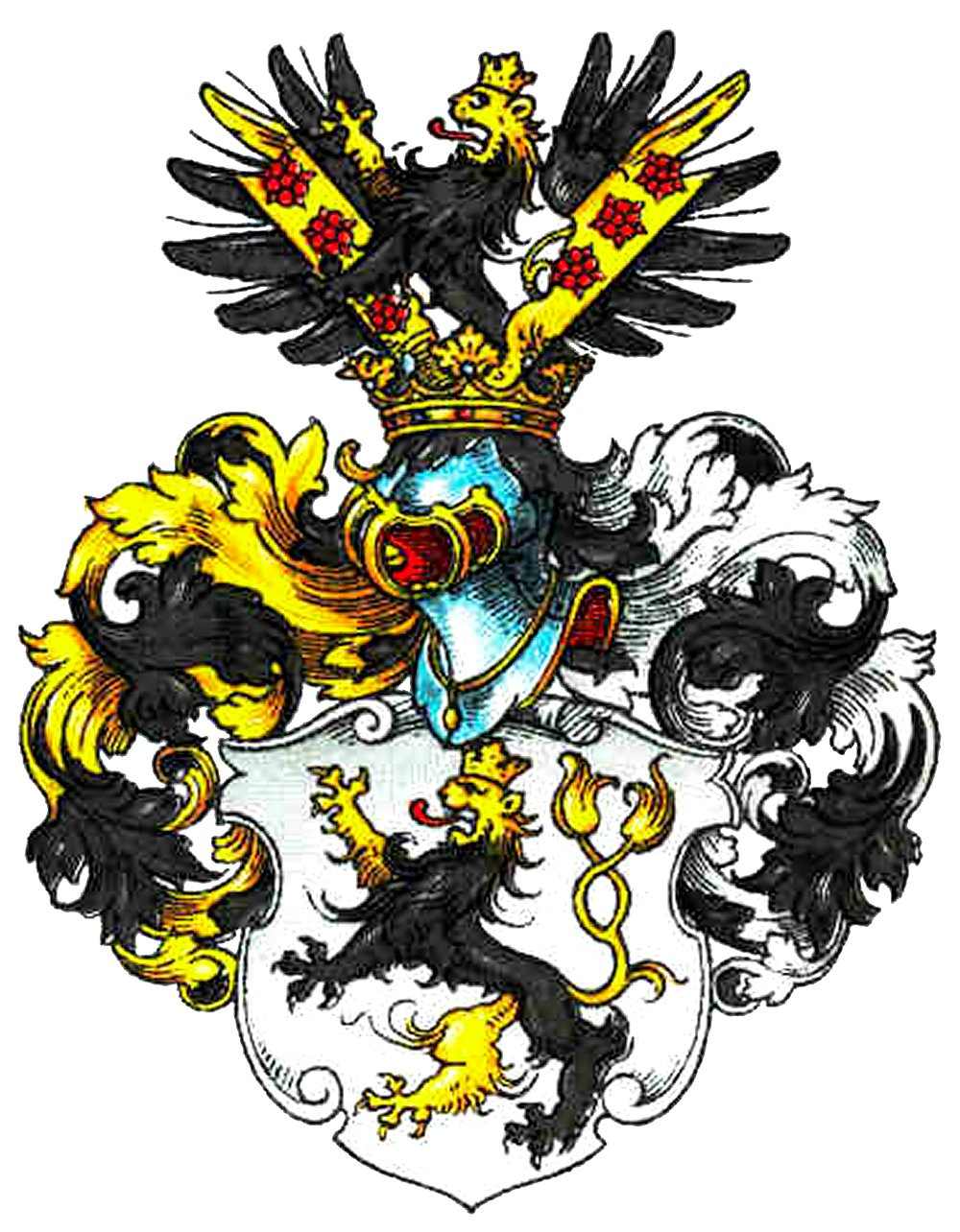
Wappen derer von Funcke

Funcke ist der Name eines sächsischen Briefadelsgeschlechts, das im 18. Jahrhundert (1732, 1742 und 1763) nobilitiert wurde und im Braunschweigischen und ab 1815 meist in der preußischen Provinz Sachsen ansässig war. Es ist vom verzweigten süddeutschen Patriziergeschlecht Funck ähnlichen Wappens zu unterscheiden.
Ab 1873 gab es im Königreich Sachsen noch eine zweite adlige Familie von Funcke, nachdem der Oberst Bernhard Funcke und dessen Nachkommen in den sächsischen Adelsstand erhoben wurden. Zwischen beiden Familien besteht keine Stammverwandtschaft.

## Geschichte
Die Fun(c)ke sollen aus Schweden stammen und beginnen ihre Stammreihe mit dem Eisenschmied und Bierbrauer Heinrich Funcke (* um 1600) zu Wolfenbüttel, dessen Sohn Heinrich Funcke († 1714) Bürgermeister von Wolfenbüttel wurde. Schließlich siedelte die Familie nach Schöppenstedt über. Landkommissar Funcke aus Schöppenstedt, dessen Söhne sich in braunschweigisch-sächsischen Diensten hervortaten, besuchte 1745 im Auftrag Carls I. von Braunschweig-Wolfenbüttel die Leipziger Messe. Der Herzog beauftragte Funcke Handelsbeziehungen mit situierten fremden Kaufleuten, Fabrikanten und Künstlern anzubahnen.
Die Funckes empfingen im Zeitraum von 1630 bis 1825 eine der insgesamt sechsundzwanzig Nobilitierungen im Kurfürstentum und Königreich Sachsen, die Empfänger dieser Adelsbriefe rekrutierten sich überwiegend aus der landesherrlichen Beamtenschaft.
Ferdinand Wilhelm Funcke (1707–1784), Besitzer von Burgwerben in Sachsen, bekam am 20. Oktober 1732 von Kaiser Karl VI. den rittermäßigen Reichsadelsstand verliehen. Ebenfalls rittermäßiger Reichsadelsstand wurde dessen jüngerem Bruder Ferdinand August Funcke am 22. Januar 1742 im kursächsischen Reichsvikariat verliehen.
Als kursächsischer Gesandter in Russland verschaffte sich Ferdinand Wilhelm von Funcke (1707–1784) am Zarenhof eine gewisse Stellung. Er galt als enger Vertrauter des russischen Großkanzlers Graf Bestuschew-Rjumin. Funcke soll Bestuschew-Rjumin, der die Außenpolitik Russlands maßgeblich verantwortete, angeleitet haben. Außerdem kannte Johann Ferdinand Wilhelm von Funcke die intimsten Korrespondenzen Alexei Petrowitsch Bestuschew-Rjumins.
Der braunschweigische Kommissionsrat Karl August Funcke, der mittlere Bruder der beiden Obengenannten, erhielt hingegen am 9. Juli 1763 die Verleihung des Adelsstandes mit dem gleichen Wappen. Dessen Nachkommen schrieben sich von Funck. Sowohl dessen Linie, als auch die 1742 gestiftete Linie seines Bruders starb in männlicher Linie aus.

## Wappen
Das Wappen von 1732 zeigt in Silber einen gekrönten schwarzen Löwen, dessen Kopf, rechte Vorder- und Hinterpranke und doppelter Schweif golden sind. Auf dem Helm mit rechts schwarz-goldenen, links schwarz-silbernen Decken der Löwe wachsend zwischen offenem schwarzen Flug, je belegt mit einwärts-liegendem goldenen Schrägbalken mit je 3 roten Rosen.

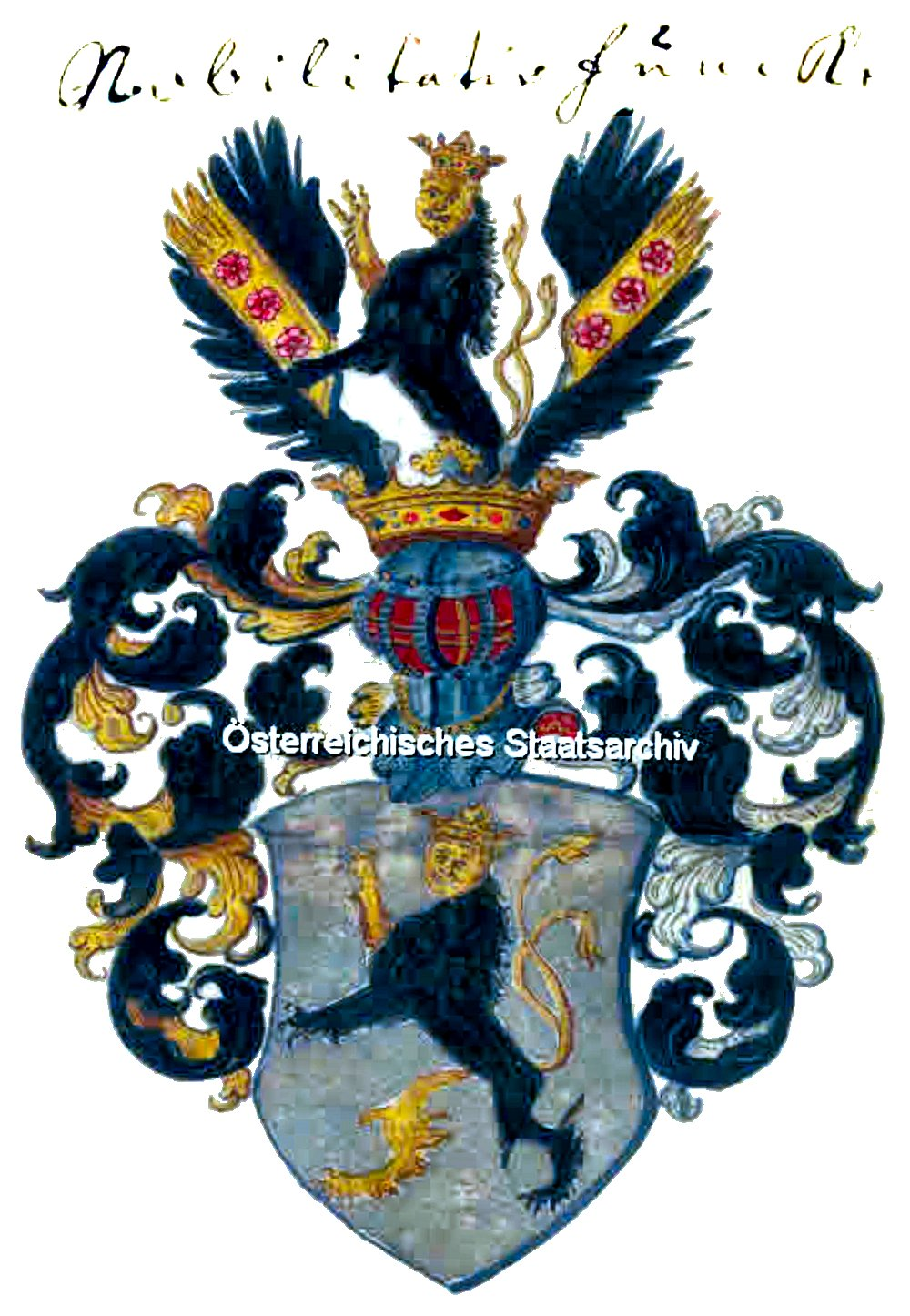
Wappen derer von Funcke (1732)
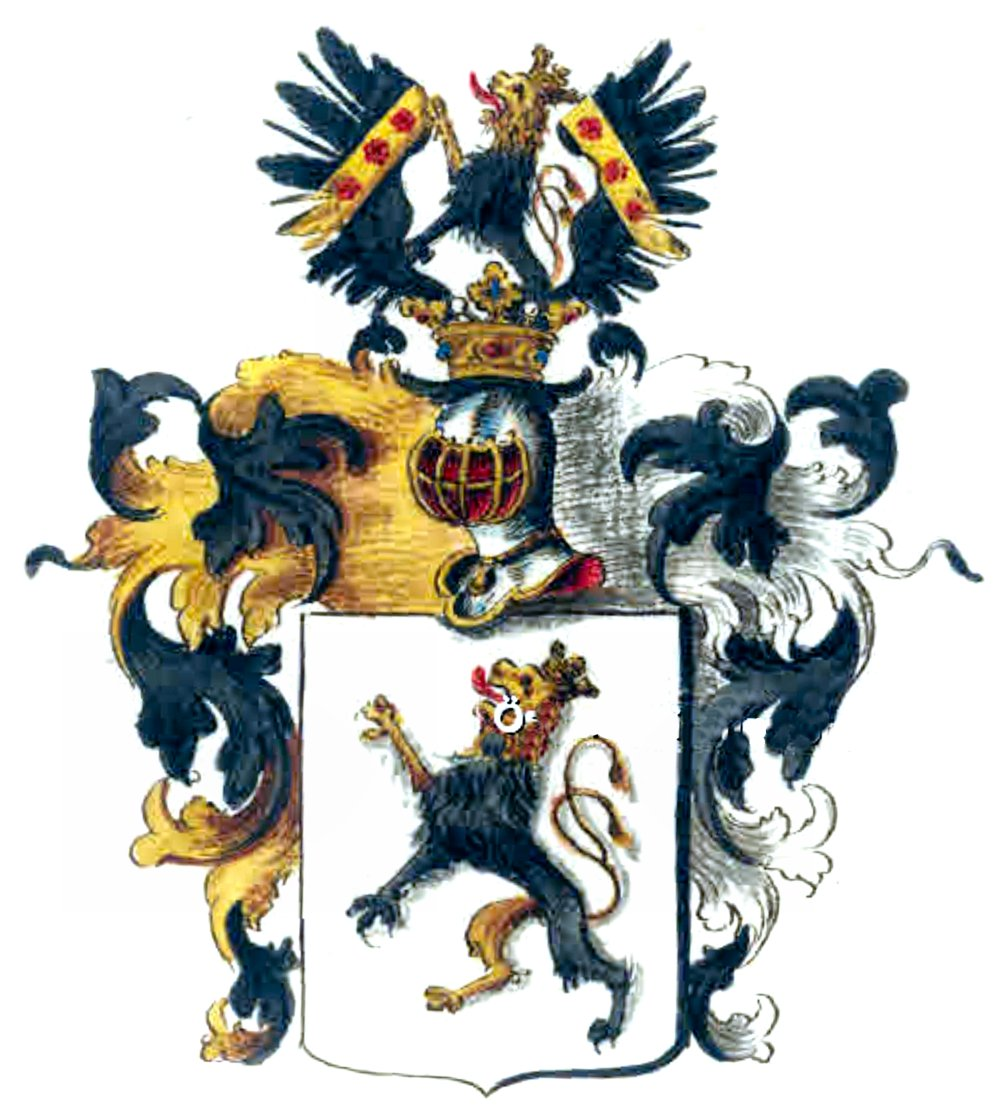
Wappen derer von Funcke (1763)

## Besitzungen von A bis Z
- Altschriftsässiges Rittergut (Schloss) und Dorf Burgwerben mit Patrimonialherrschaft (ab 1730) im Thüringer Kreis, Amt Weißenfels,[10]
- Rittergut Dehlitz (Saale) mit Patrimonialherrschaft (1824–1845, Kaufpreis: 118.839 Reichstaler),[11]
- Stiftsgut Dösen (19. Jh.),
- Rittergut Frauendorf bei Cottbus (1861–nach 1879),[12]
- Gohlis,
- Altschriftsässiges Rittergut Groitzsch mit Patrimonialherrschaft, (1701–1810, zuletzt von Görne geb. von Funcke) im Leipziger Kreis, Amt Eilenburg,[13]
- Rittergut Groß-Goddula mit Patrimonialherrschaft (1753–1765 und 1779–1780),[14]
- Rittergut Kieritzsch mit Erbbegräbnis in der evangelisch-lutherischen Kirche und Gerichtsbarkeit über Droßdorf (bei Rötha), Kieritzsch, Pürsten (bei Rötha) und Zöllsdorf (1868-nach 1910),[15]
- Rittergut Klein-Goddula mit Patrimonialherrschaft (1753–1765 und 1779–1780), zuvor hatte sich der Rittersitz in Vesta befunden[16]
- Gut Küblingen (18. Jh. - "Lohsisches Gut")
- Schloss Löbnitz (1852–1860),
- Dorf Lösau im preußischen Kreis Weißenfels (1824–1845),
- Markkleeberg (1784) mit einem Anteil am Dorf Cröbern,[17]
- Rittergut Niemegk (Kreis Bitterfeld) (1851),
- Landgut Ploßen bei Meißen (bis 1836),
- Dörfer Pörsten und Hilperitz (1824–1845),[18]
- Rittergut Schafstädt mit Dorf Wißmannsleben und Patrimonialherrschaft (ab 1772),
- Dorf Stahmeln (1857–nach 1887),
- Rittergut Steinölsa (1902–nach 1937),
- Altschriftsässiges Rittergut (Schloss) Teuchern mit dem Vorwerk Lagnitz und der Patrimonialherrschaft (ab 1753) im Thüringer Kreis, Amt Weißenfels,[19]
- Wüstung Wehrfeld bei Taucha (1792–1797),[20]

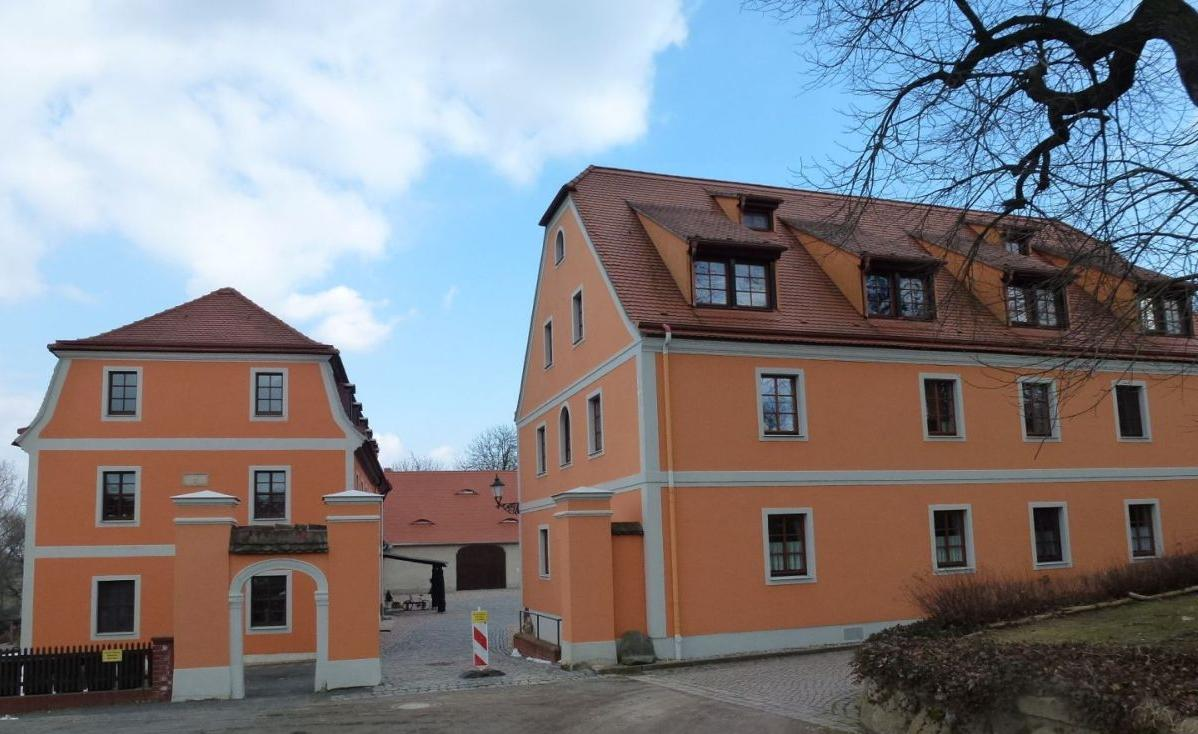
Rittergut Groitzsch, ab 1701 im Besitz der Familie
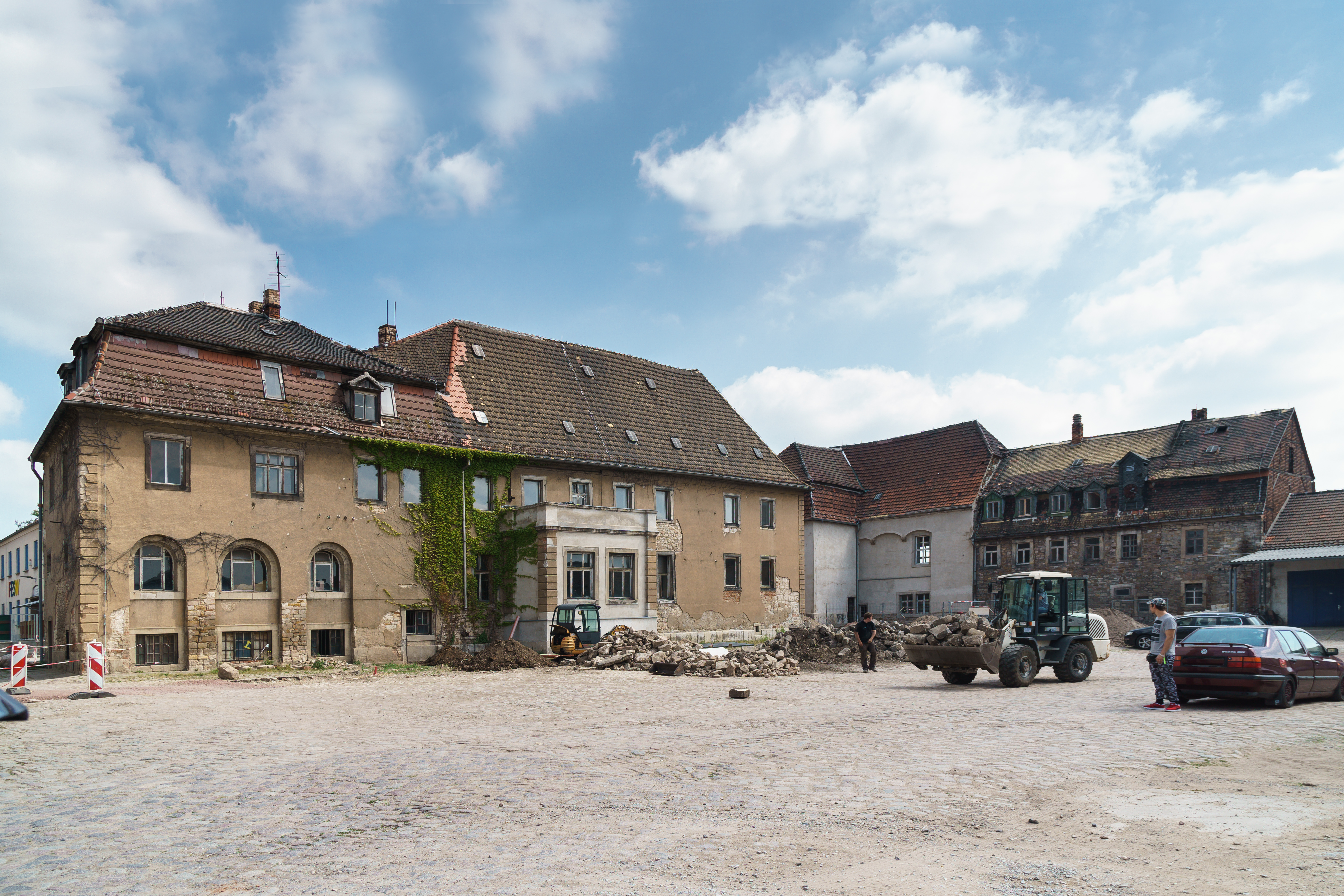
Schloss Burgwerben, ab 1730 im Besitz der Familie
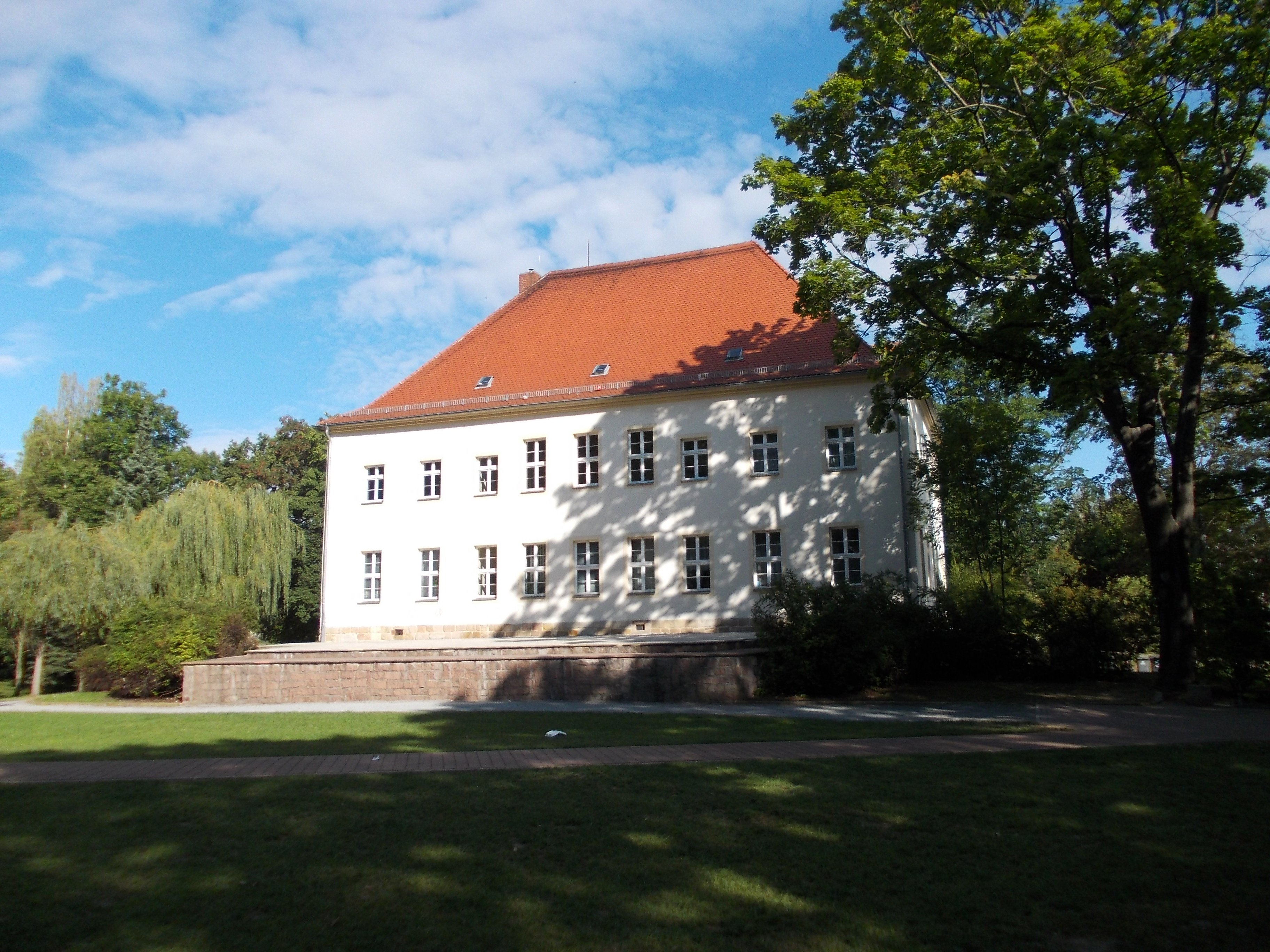
Schloss Teuchern, ab 1753 im Familienbesitz
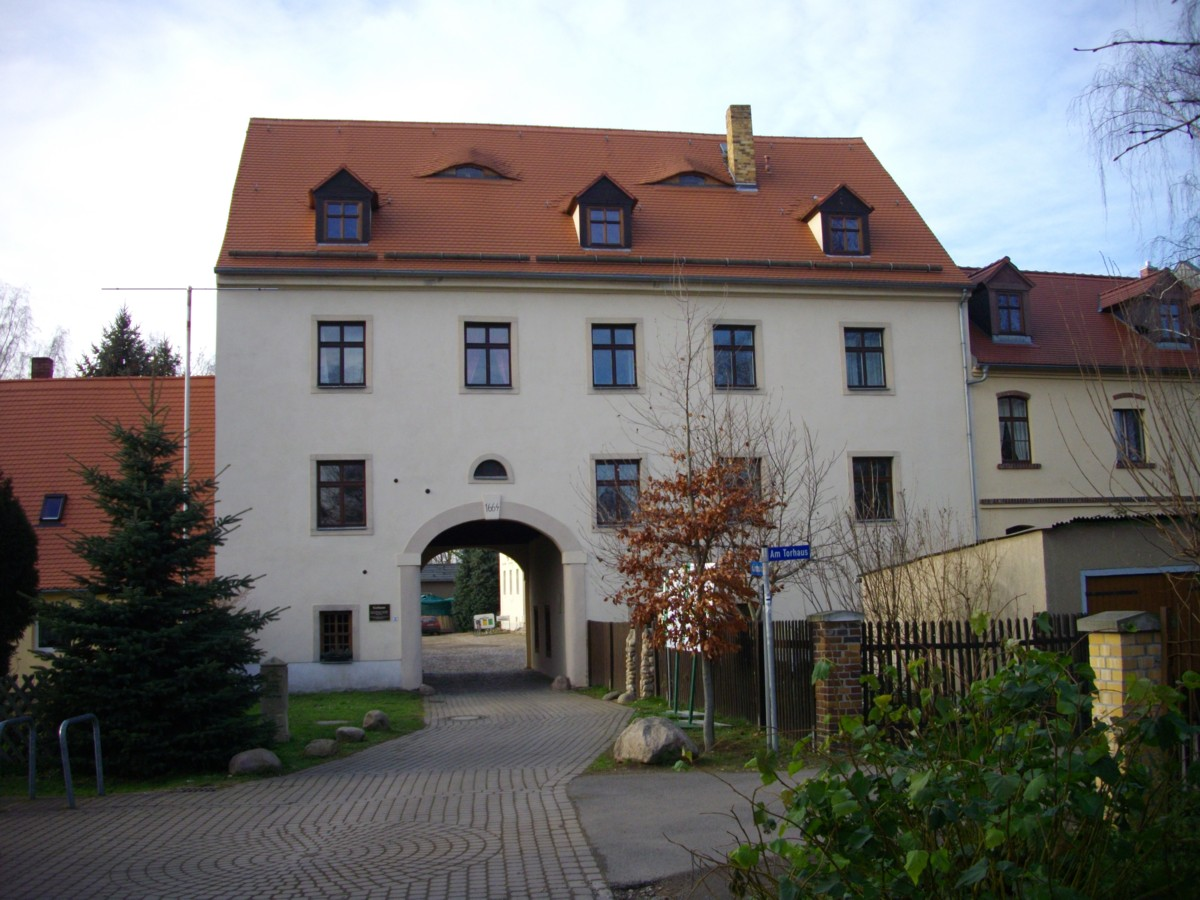
Rittergut mit Torhaus Markkleeberg, ab 1784 im Besitz der Familie
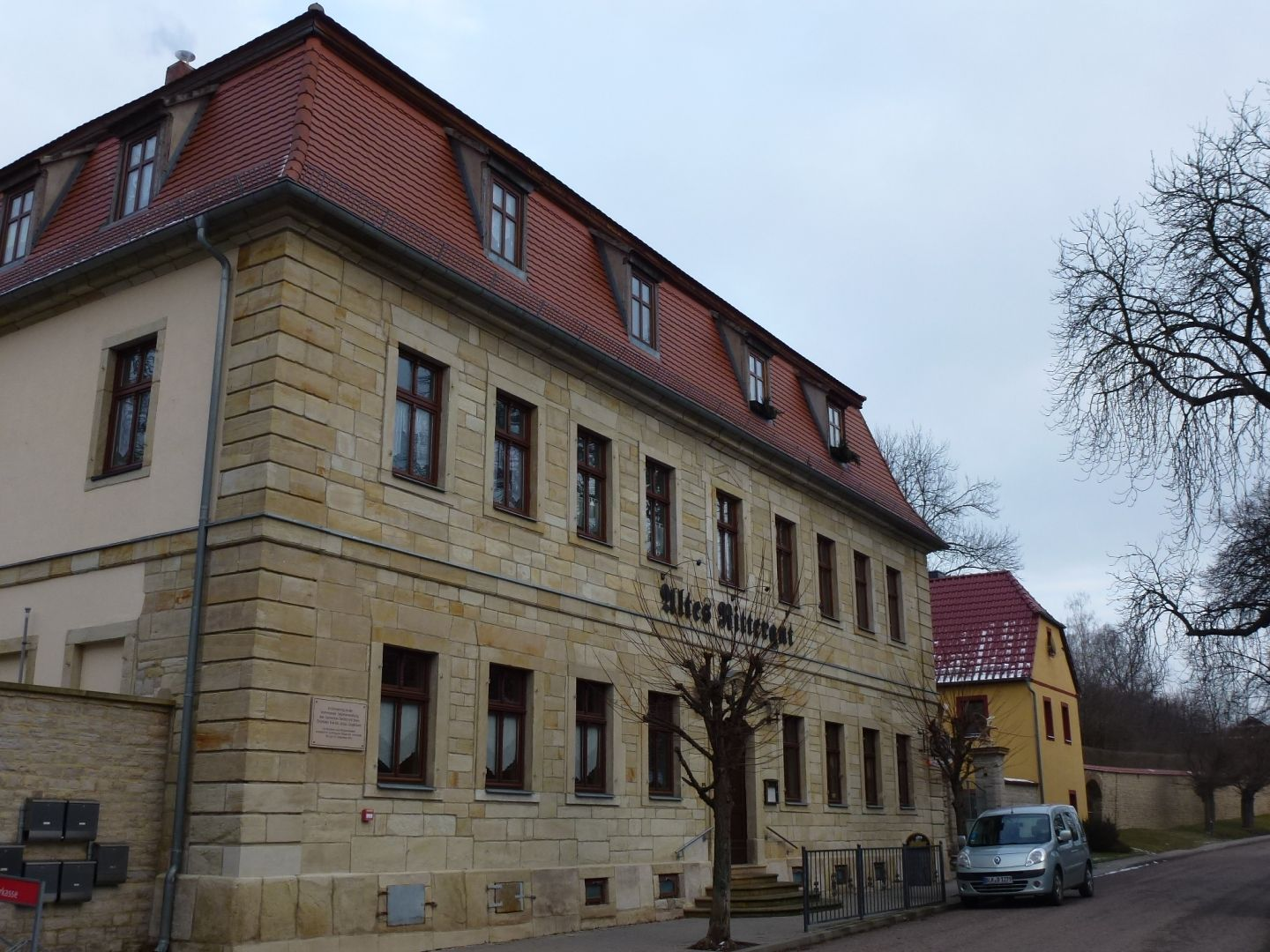
Rittergut Dehlitz (Saale), von 1824 bis 1845 im Familienbesitz
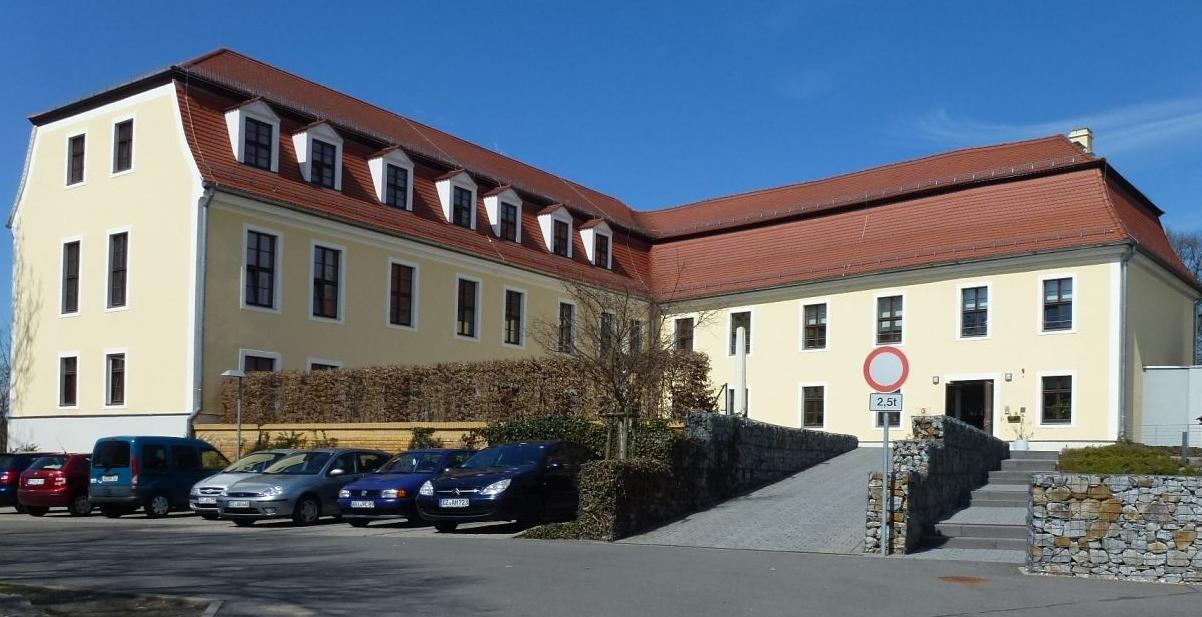
Schloss Löbnitz (Besitz von Hugo von Funcke, 1852–1860)
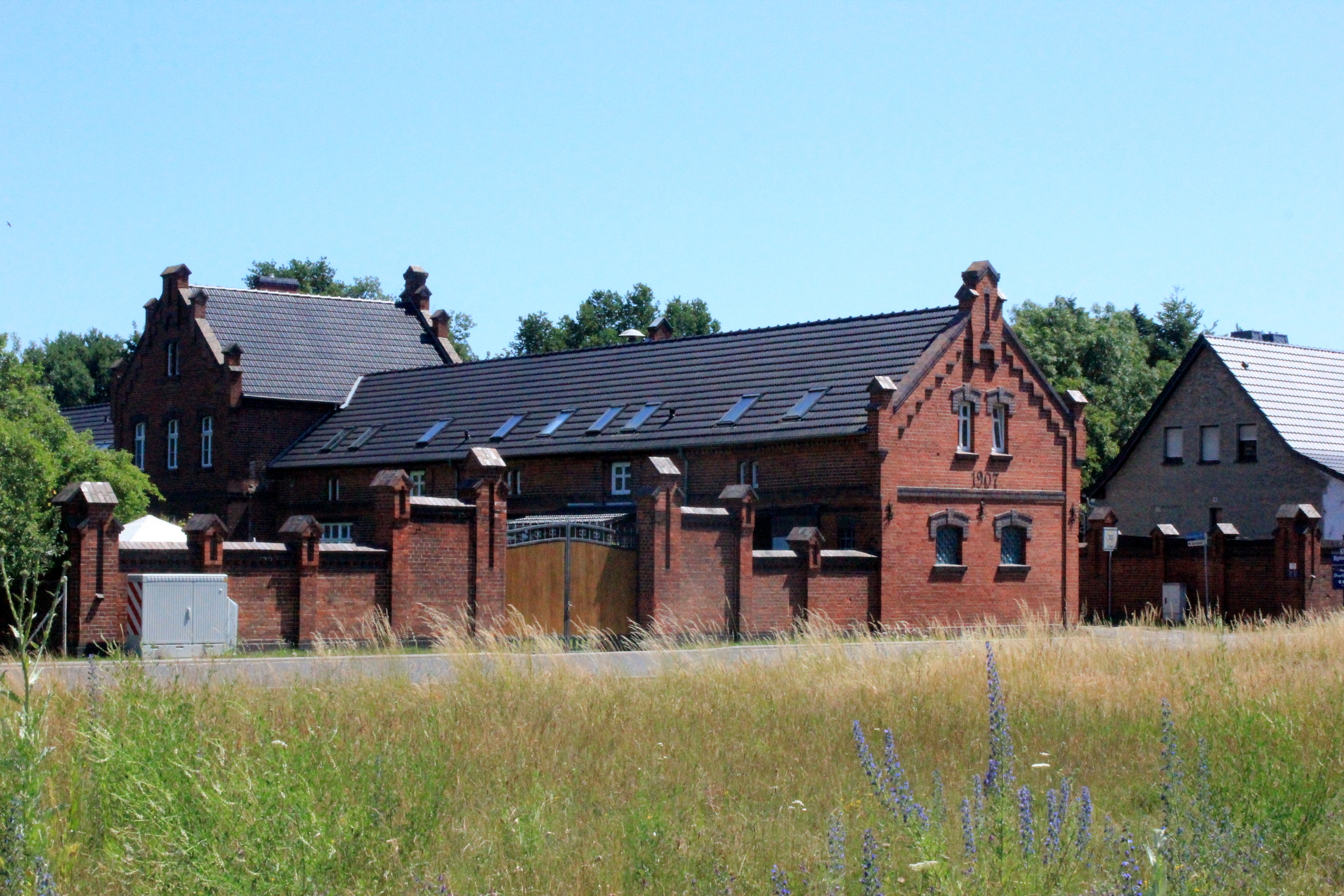
Rittergut Frauendorf (1861–nach 1879)
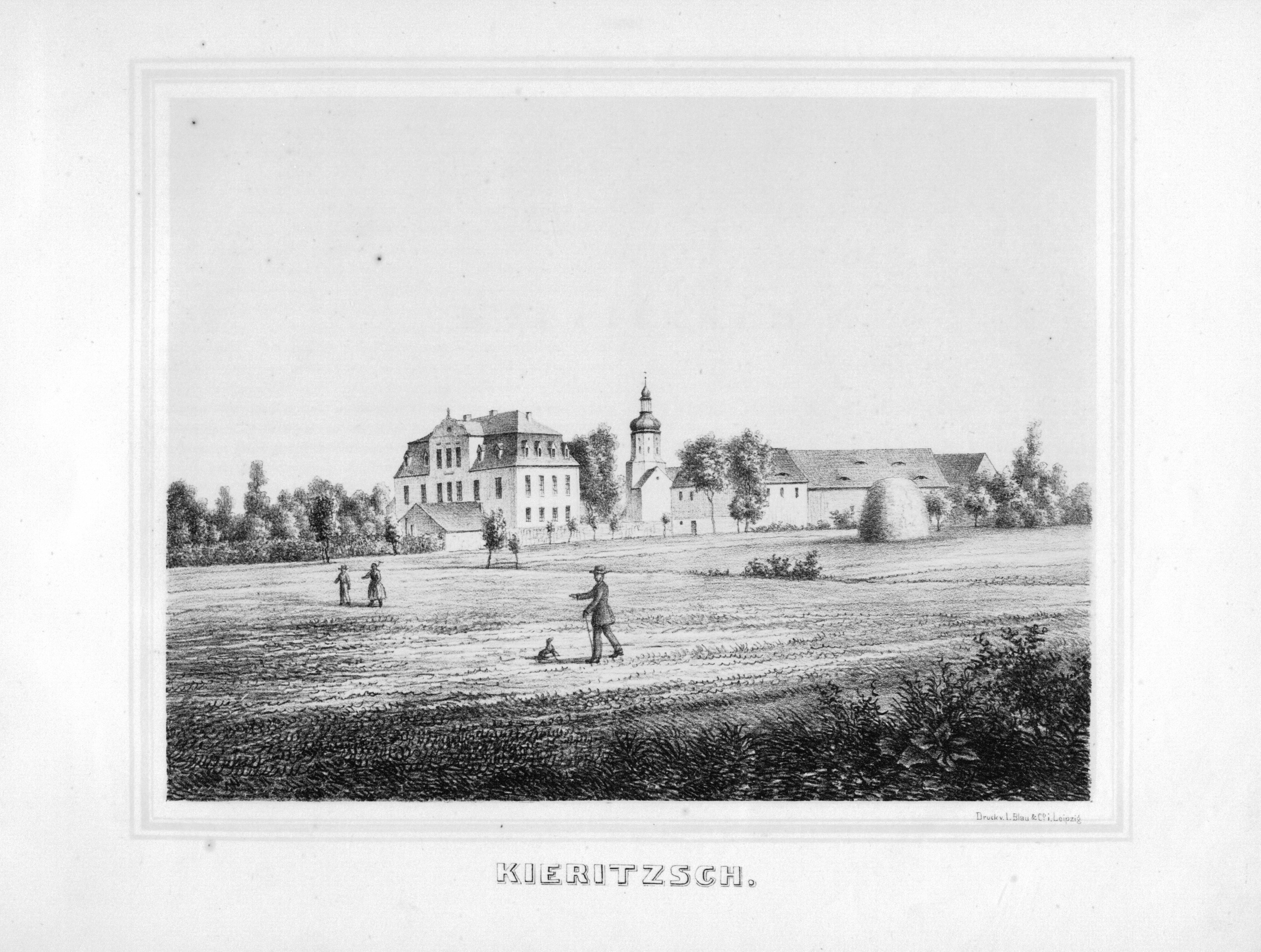
Rittergut Kieritzsch (1868−nach 1920)
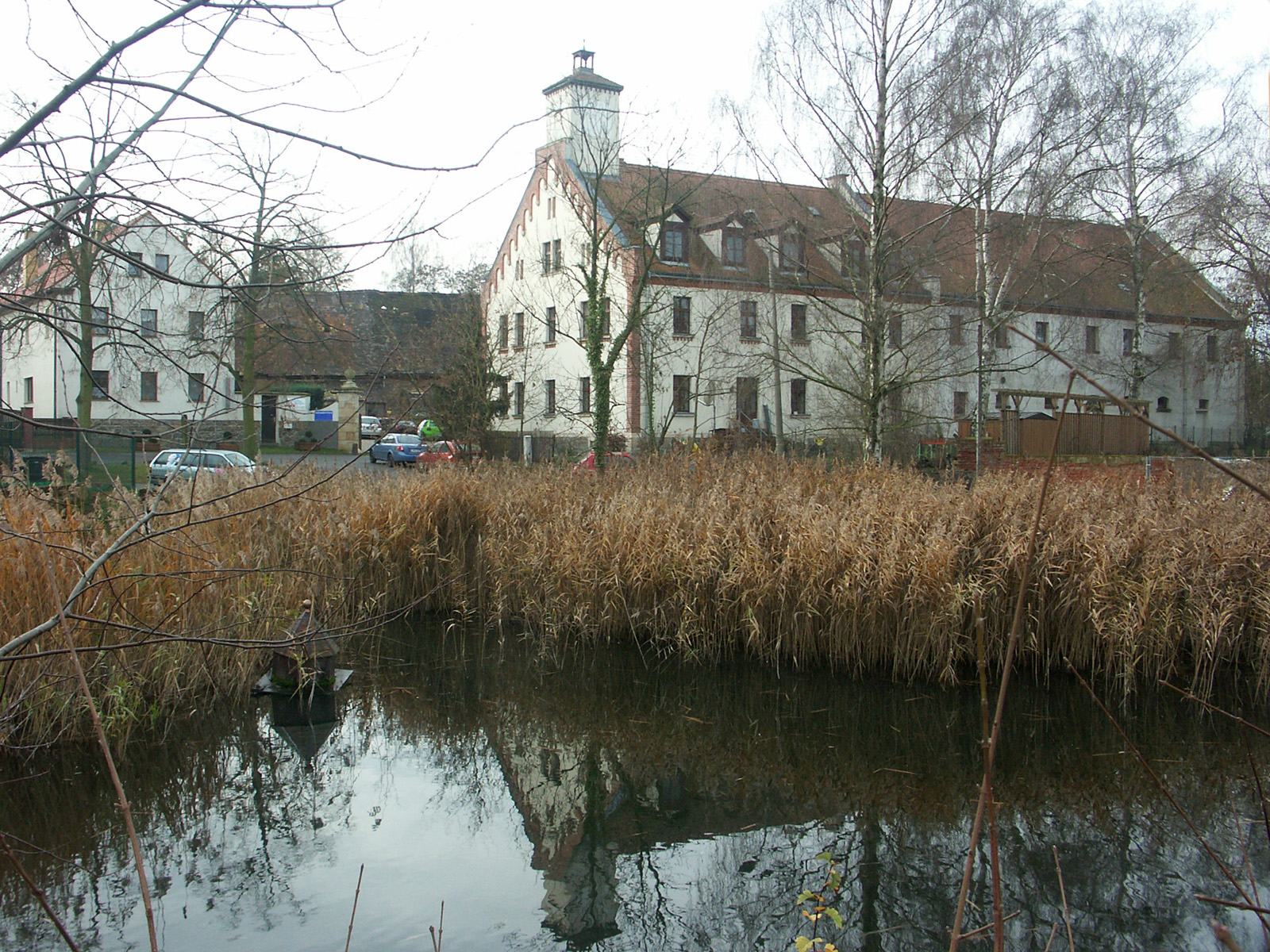
Stiftsguts Dösen (19. Jh.)
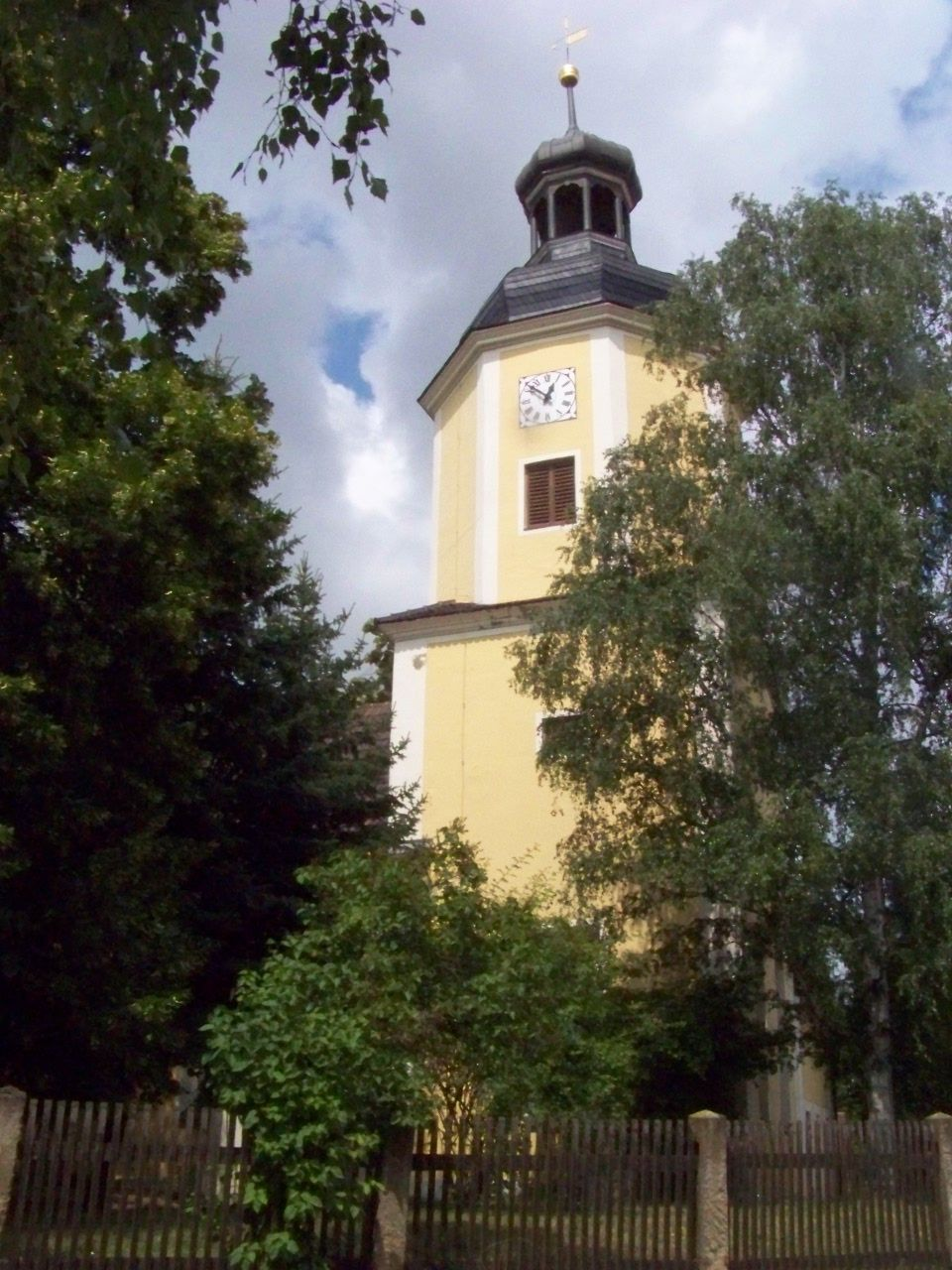
Erbbegräbnis in der Kirche von Kieritzsch (19. Jh.)

Auf den Sächsischen Landtagen durfte nur der alte Adel erscheinen, dafür musste der alte Adel lediglich im Besitz eines Ritterguts sein. So war die Landtagsfähigkeit in Kursachsen ein an die Rittergüter gekoppeltes Realrecht, dessen Ausübung jedoch nur dem alten Adel zustand. Hatten landtagsfähige Rittergüter einen bürgerlichen oder lediglich einen nobilitierten Besitzer, so verfiel das Privileg der Landtagsteilnahme. Nobilitierte wie die Familie Funcke durften damit, obwohl sie entsprechende Rittergüter besaßen, das Recht auf den Landtagen zu erscheinen, nicht ausüben. Hingegen durften, als personenbezogene Ausnahme hiervon, nobilitierte oder dem neuen Adel zugehörige Rittergutsbesitzer auf dem Landtag erscheinen, wenn sie hohe Staatsmänner im Rang ab Wirklicher Geheimer Rat oder Offiziere ab Obristen waren, die im Dienst des sächsischen Landesherrn standen und ihren Adelsbrief vorzeigen konnten. Als alter Adel und mithin im Rittergutsbesitz landtagsfähig galten Familien, sobald ihr Proband von väter- wie mütterlicher Seite je vier stiftsmäßige Ahnen vorweisen konnte.

## Angehörige und Stammreihe

Generalmajor Karl Wilhelm Ferdinand von Funck(e) (1761–1828)

- Johann Heinrich Funcke (1676–1722), braunschweig-lüneburgischer Amts- und Klosterrat sowie Oberhofgerichtsassessor
  - Ferdinand Wilhelm von Funcke (1707–1784), Rittergutsbesitzer, Oberaufseher und Kammerrat
    - Ferdinand Wilhelm Heinrich von Funcke (1753–1836), kursächsischer Leutnant, Erb-, Lehn- und Gerichtsherr auf Teuchern, Burgwerben, Markkleeberg und Schafstädt
      - August Heinrich Ferdinand von Funcke (1787–1827), preußischer Landrat
      - Franz Leopold von Funcke (1790–1854), preußischer Kreisdeputierter und Rittergutsbesitzer
      - Gustav Julius von Funcke (1797–1851), preußischer Kammerherr 
        - Danko von Funcke (1829–1896), deutscher Politiker (Deutschkonservative Partei)

  - Karl August von Funcke (1710–1776), braunschweig-lüneburgischer Hof- und Kommissionsrat
    - Karl Wilhelm Ferdinand von Funck(e) (1761–1828), sächsischer Generalmajor und Historiker

  - Johann Ferdinand August von Funcke (1713–1777), königlich-polnischer und kursächsischer Geheimer Rat und außerordentlicher Gesandter und bevollmächtigter Minister am kaiserlich-russischen Hof

## Familienarchive
Im Landesarchiv Sachsen-Anhalt werden mehrere Adelsarchive mit Unterlagen über die Familie von Funcke/Funke verwaltet. Dazu zählen u. a. die Bestände H 53 Gutsarchiv Dehlitz und H 88 Gutsarchiv Groitzsch. Ferner vorhanden ist eine umfangreiche schriftliche Überlieferung der von Funcke’schen Gerichte, da die Familie bis 1849 die Patrimonialherrschaft in mehreren Orten ausübte, dazu zählt beispielsweise: H 305 Gutsarchiv Burgwerben (Patrimonialgericht) und H 455 Gutsarchiv Schafstädt.

## Weitere Geschlechter mit Bezug zur Familie Funck(e)
Es besteht eine Wappenverwandtschaft zu den Funck von Senftenau, einem alten, aus Schwäbisch Gmünd stammenden Patriziergeschlecht, das in den Reichsstädten Nördlingen, Memmingen, Augsburg und Lindau sowie anderen Städten vertreten war. Dieses führte jedoch keinen zusätzlichen Flug in der Helmzier. Diesem entstammte Karl Friedrich Funk von Senftenau (1748–1828), 1810 bis 1828 Kanzler des Fürstentums Lippe.
Ein weiteres Geschlecht Funk, das als Funk von Senftenau 1673 den böhmischen Adelsstand erhielt, nahm mit seinem Wappeninhalt Bezug auf das gleichnamige Patriziergeschlecht, und führte einen wachsenden Löwen als Helmzier, allerdings mit einer Granate in der Vorderpranke.
1860 wurde vermutet, dass das der Familie Funck von Senftenau ähnliche Wappen blos wegen der Aehnlichkeit des Namens ertheilt worden [ist], wie dieß in der Zopfzeit häufig geschah.

## Sächsische Briefadelsfamilie von Funcke (ab 1873)
Anlässlich seiner Goldenen Hochzeit erhob Johann von Sachsen durch Adelsdiplom vom 18. Februar 1873 Oberst Bernhard von Funcke in den Adelsstand. Von ihm stammt ab Albert von Funcke (1868–1939), sächsischer Offizier und Kommandeur des Militär-St.-Heinrichs-Ordens sowie Pionier der Ballonfahrt.